# Radioformat
Ett radioformat är den typ av program som en radiostation kan sända för att nå en viss målgrupp. Varje radioformat är skapat för att nå en specifik del av befolkningen, och bestäms exempelvis av ålder, etnicitet och bakgrund. I Nordamerika är Americana, mainstreamrock, mjukrock, adult contemporary och tropical exempel på populära format inom musikradio.